# Imide

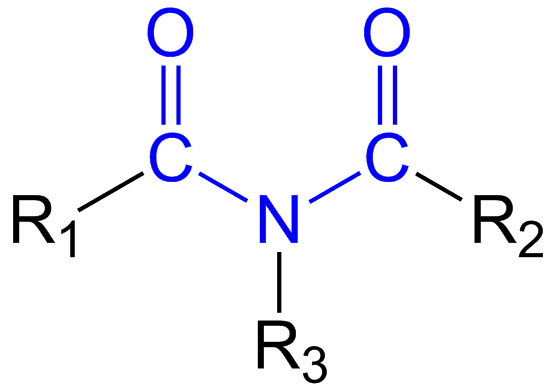
Algemene structuurformule van een imide.

Een imide is in de organische chemie een stofklasse, waarvan de kenmerkende structuur bestaat uit 2 carbonylgroepen die door een stikstofatoom met elkaar zijn verbonden. Het kan daardoor beschouwd worden als het stikstofanalogon van een carbonzuuranhydride.

## Synthese
Imiden wordt gesynthetiseerd uit ammoniak (of een ander amine), een carbonzuur of een carbonzuuranhydride. De reactie is formeel een condensatiereactie, waarbij water afgesplitst wordt:
{\displaystyle \mathrm {(RCO)_{2}O\ +\ R'NH_{2}\longrightarrow \ (RCO)_{2}NR'\ +\ H_{2}O} }

## Voorbeelden en toepassingen
Een voorbeeld is ftaalimide, gevormd met ammoniak en ftaalzuur:
Polyimiden zijn polymeren waarin de monomeereenheden een of meer imidegroepen bevatten.